# Зоровавел
Зоровавел (на иврит: זְרֻבָּבֶל) е еврейски държавник от VI век пр. Хр.
Роден по време на Вавилонския плен, той е внук на Иехония, предпоследния владетел на Юдейското царство от Давидовата династия. Към 539 година пр. Хр. той оглавява първата голяма група евреи, върнали се в Юдея от Вавилонския плен, и управлява там като персийски губернатор. Около 520 година пр. Хр. той получава разрешение от персите и започва изграждането на Втория храм в Йерусалим. По неясна причина персите отстраняват Зоровавел и през следващите столетия еврейската общност се управлява като теокрация, начело с религиозния водач – първосвещеник. Старият завет споменава няколко имена на деца на Зоровавел, но след тях Давидовата династия изчезва от историческите източници, като е възможно семейството на Зоровавел да е избито след свалянето му от власт.